# イソブチルゲルマン
イソブチルゲルマン (英: Isobutylgermane: IBGe、化学式: (CH3)2CHCH2GeH3) は、有機ゲルマニウム化合物である。これはMOVPE (有機金属気相エピタキシー) でゲルマンの代替として使用される無色の揮発性液体である。IBGeはGe膜および歪みシリコン用のSiGe、NANDフラッシュ用途のGeSbTeなどのGe含有半導体薄膜の堆積に使用される。

## 特性
IBGeは、半導体の化学気相成長 (CVD) および原子層堆積 (ALD) 用の非自然発火性液体ソースである。非常に高い蒸気圧を持ち、ゲルマンガスよりも危険性がかなり低い。IBGeは、Ge、SiGe、SiGeC、歪みシリコン、GeSb、およびGeSbTeなどゲルマニウム含有層におけるエピタキシャル成長において、炭素の導入が少ないという利点と主族元素不純物の低減という利点も相まって、より低い分解温度 (約325～350°Cで分解が始まる) が提供される。

## 用途
ローム・アンド・ハース（現在はダウ・ケミカル・カンパニーの一部）、IMEM、およびCNRSは、イソブチルゲルマンを使用し、有機金属気相成長法（MOVPE）反応器内で低温でゲルマニウム上にゲルマニウム膜を成長させるプロセスを開発した。この研究はGe/III-Vヘテロデバイスを対象としている。350°Cもの低温でも高品質のゲルマニウム膜の成長が達成できることが実証されている。この新しい前駆体で達成可能な350°C という低い成長温度により、III-V族材料におけるゲルマニウムのメモリ効果が排除された。最近、IBGeはSiまたはGe基板上にGeエピタキシャル膜を堆積するために使用され、続いてメモリ効果のないInGaPおよびInGaAs層のMOVPE堆積により、三重接合太陽電池と、III-V化合物とシリコンおよびゲルマニウムの統合が可能になる。イソブチルゲルマンは金を触媒として使用したゲルマニウムナノワイヤの成長にも使用できることが実証された

## リファレンス
1. ↑  Safer alternative liquid germanium precursors for relaxed graded SiGe layers and strained silicon by MOVPE[リンク切れ]; D.V. Shenai et al., Presentation at ICMOVPE-XIII, Miyazaki, Japan, June 1, 2006, and publication in Journal of Crystal Growth (2007)
2. ↑  Woelk, Egbert; Shenai-Khatkhate, Deodatta V.; Dicarlo, Ronald L.; Amamchyan, Artashes; Power, Michael B.; Lamare, Bruno; Beaudoin, Grégoire; Sagnes, Isabelle (2006). “Designing novel organogermanium OMVPE precursors for high-purity germanium films”. Journal of Crystal Growth 287 (2):  684–687. Bibcode: 2006JCrGr.287..684W. doi:10.1016/j.jcrysgro.2005.10.094.
3. ↑  Shenai-Khatkhate et al., Rohm and Haas Electronic Materials; Presentation at ACCGE-16, Montana, USA, July 11, 2005, and publication in Journal of Crystal Growth (2006)
4. ↑  MOVPE growth of homoepitaxial germanium, M. Bosi et al. publication in Journal of Crystal Growth (2008)
5. ↑  Homo and Hetero Epitaxy of Germanium Using Isobutylgermane, G. Attolini et al. publication in Thin Solid Films (2008)
6. ↑  Growth of germanium nanowires with isobuthyl germane, M. Bosi et al. publication in Nanotechnology (2019)